# Weinbergfriedhof
Der Weinbergfriedhof war eine Begräbnisstätte in Detmold im Kreis Lippe (Nordrhein-Westfalen). Die noch erhaltenen Grabdenkmäler, Überreste der Bruchsteinmauer sowie ein geschmiedetes Eisengitter samt Tor im Nordwesten sind seit dem 17. Mai 1985 in der Denkmalliste der Stadt Detmold eingetragen.
Die Grabdenkmäler waren bereits nach dem Lippischen Heimatschutzgesetz von 1920 geschützt.

## Geschichte
Vor 1625 wurden alle Detmolder Bürger auf dem Friedhof vor der evangelisch-reformierten Kirche bestattet. Als 1625 in der Stadt die Pest ausbrach, richtete man vor dem ehemaligen Lemgoer Tor (heute Standort der Weerthschule) einen neuen Friedhof ein. Auch hier ging schließlich der Platz zur Neige, und so wurde im 18. Jahrhundert der Friedhof vor dem Hornschen Tor am Weinberg angelegt.
Bis 1880 nutzte die Stadt den Weinbergfriedhof für Bestattungen. Als Ende 1954 die Fürstin-Pauline-Stiftung auf dem Grundstück mit dem Bau eines Alten- und Pflegeheims begann, wurden die unbeschrifteten Kreuze und Grabplatten zerstört bzw. einer neuen Verwendung zugeführt, die als erhaltenswert angesehenen Grabsteine setzte man um. Ab 1985 erfolgte eine Erweiterung der Wohnanlage, erneut mussten dafür die Grabdenkmäler ihren Standort wechseln.
Unter den 34 Grabdenkmälern auf dem Gelände sind drei von besonderer Bedeutung, hier liegen der Dichter Christian Dietrich Grabbe mit seiner Mutter Dorothea Grabbe, geb. Grüttemeier (* 10. November 1765, † 2. Oktober 1856), und Fürstin Christine zur Lippe, geb. Prinzessin zu Solms-Braunfels (* 1744, † 16. Dezember 1823), die vor ihrem Tod ausdrücklich ein einfaches Begräbnis gewünscht hat und daher nicht in der fürstlichen Gruft beigesetzt wurde. Auch das Grab des Generalsuperintendenten der Lippischen Landeskirche Friedrich August Wessel befindet sich auf dem Friedhof.

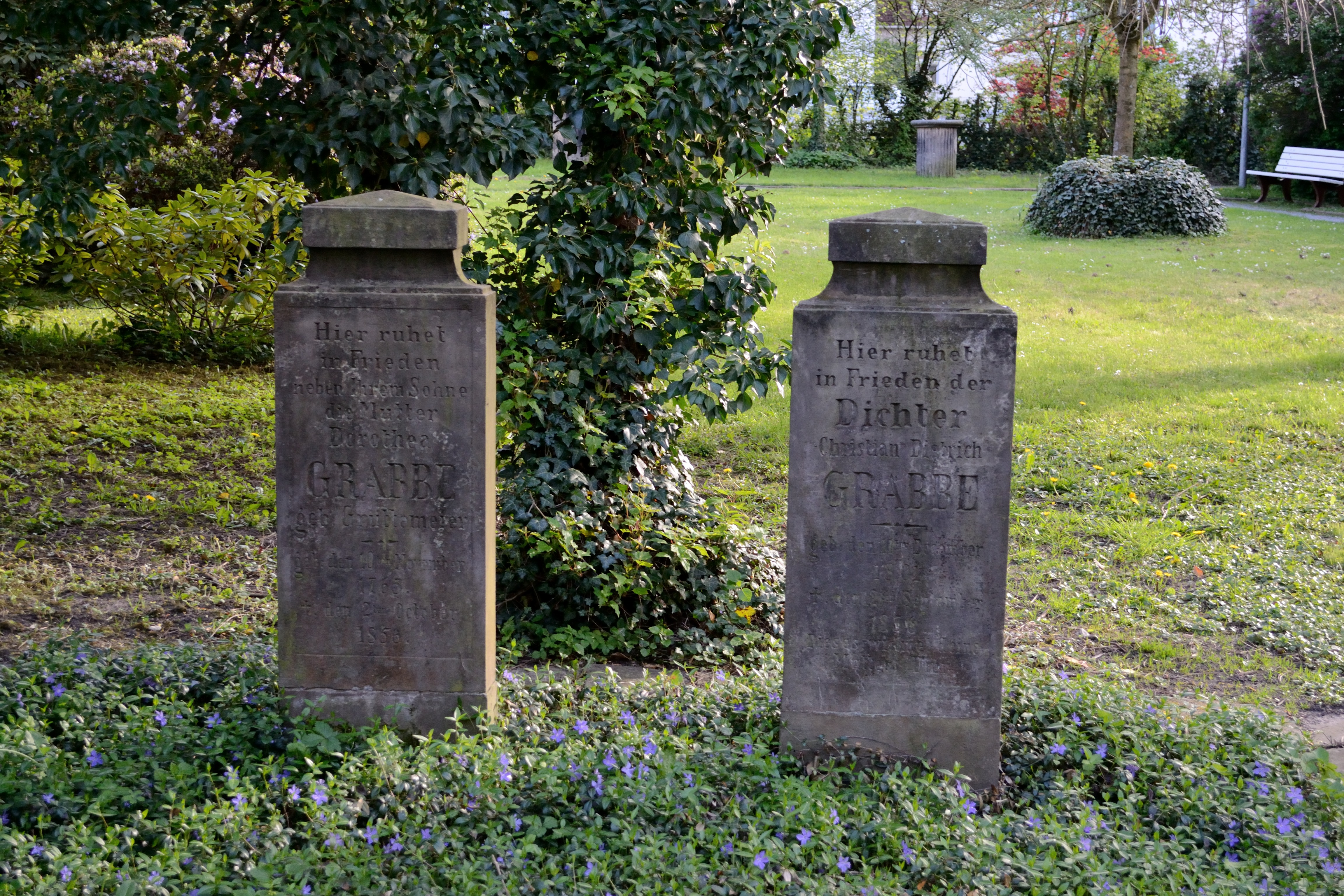
Grabdenkmäler Dorothea und Christian Dietrich Grabbe
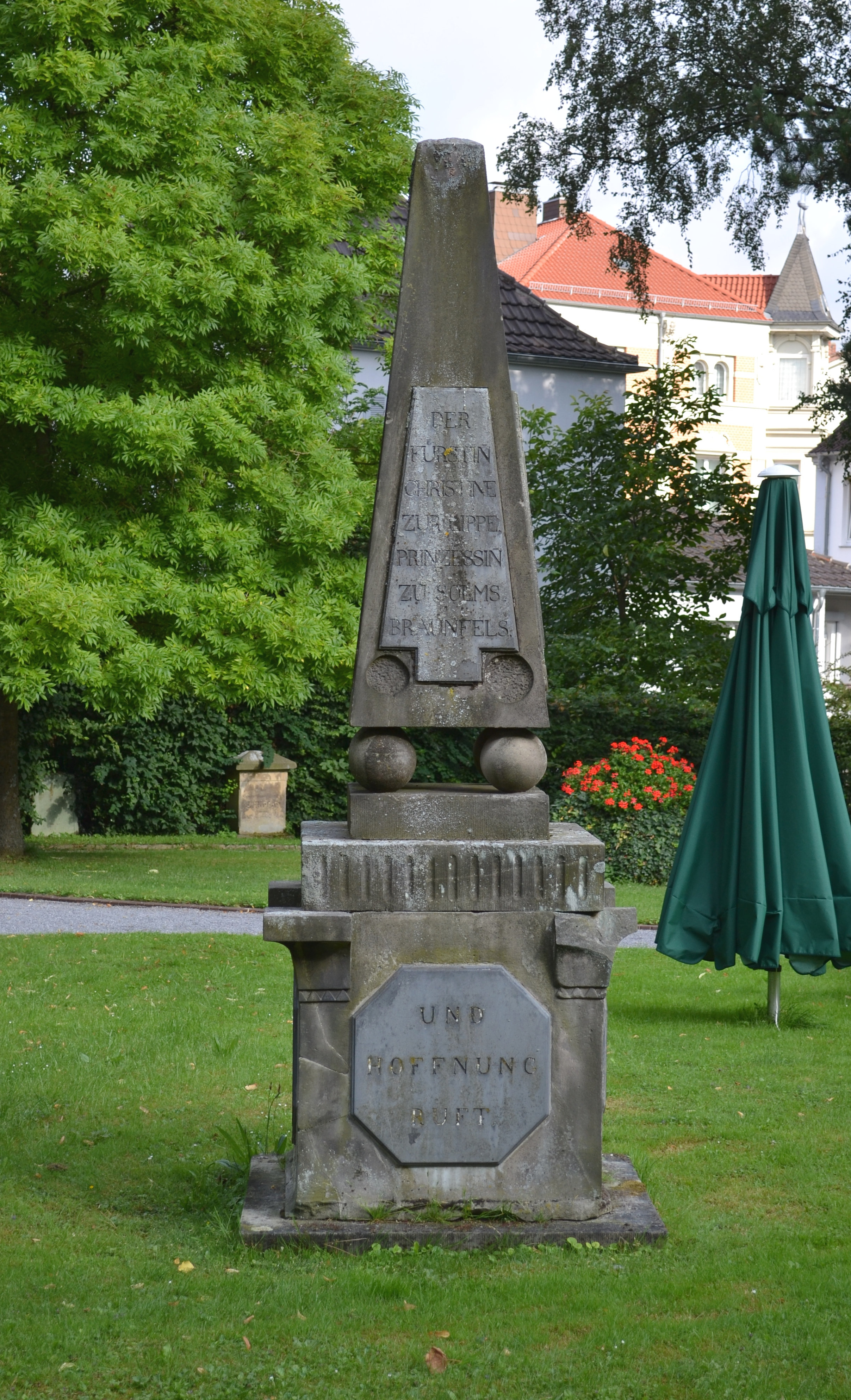
Grabdenkmal Fürstin Christine zur Lippe
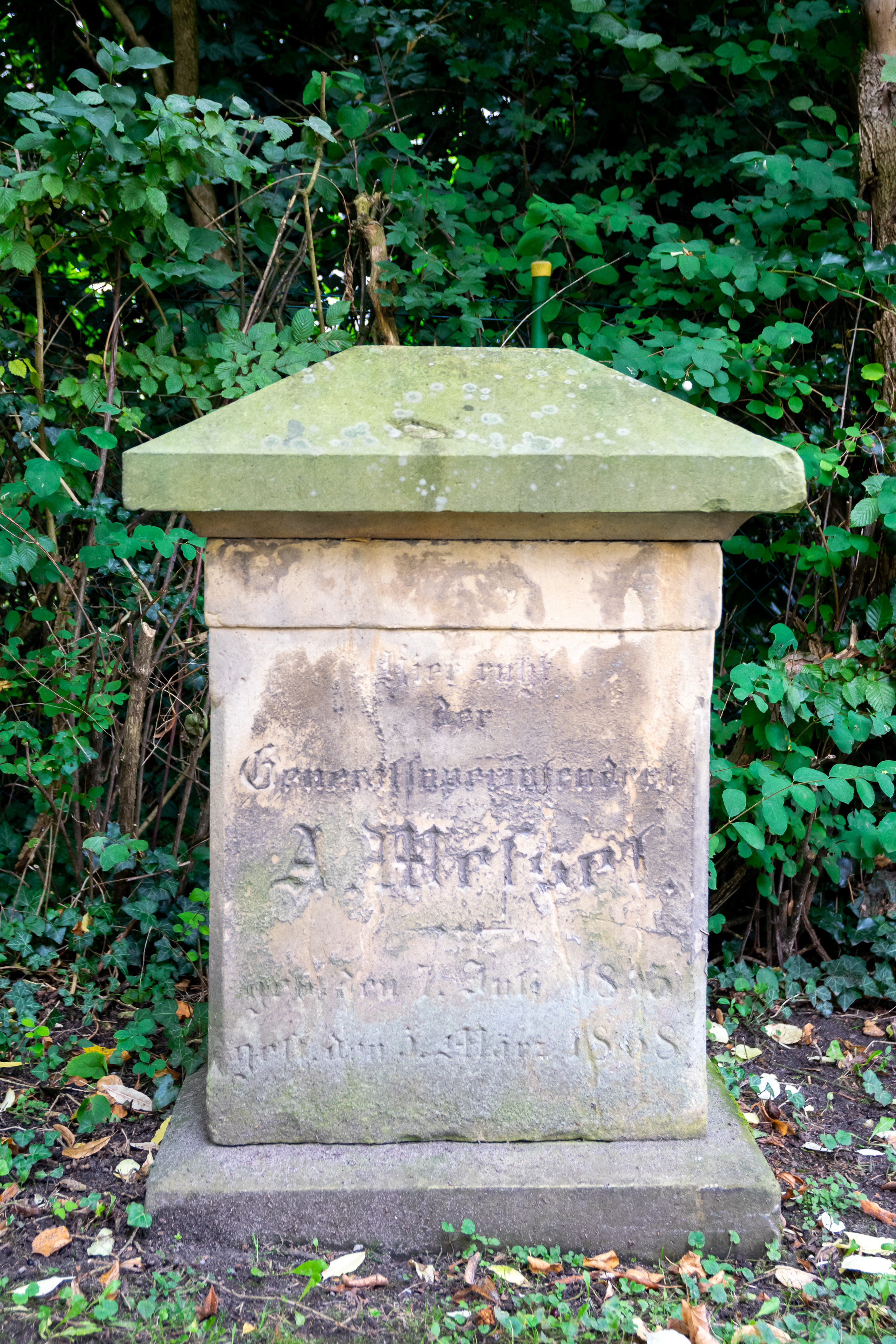
Grabstein Friedrich August Wessel